# Billbergia brasiliensis
Espèce
Classification phylogénétique
Billbergia brasiliensis est une espèce de plantes à fleurs de la famille des Bromeliaceae, endémique de la forêt atlantique (mata atlântica en portugais) au Brésil.

## Synonymes
- Billbergia ianthina E.Morren [non-valide][1] ;
- Billbergia leopoldii (Verschaff. ex Lem.) Linden ex Houllet [non-légitime][1] ;
- Billbergia nuptialis E.Morren[1] ;
- Helicodea leopoldii Verschaff. ex Lem.[1].

## Distribution
L'espèce est endémique de l'État de Rio de Janeiro au Brésil.

## Description
L'espèce est épiphyte.